# Vleessalade
Vleessalade is een salade, een bereiding die vooral gebruikt wordt als broodbeleg. Vleessalade wordt gemaakt van stukjes gekookte ham, 
augurkjes, gekookte eieren, gehakte peterselie, peper en zout aangevuld met mayonaise.
Vleessalade is kant-en-klaar te koop bij supermarkten, slagers of in warenhuizen, en wordt vaak in broodjeszaken aangeboden tussen een broodje.